# 劉藩長
劉藩長（1684年—?），為中國清朝官員，本籍山西洪洞。他於1728年由福建鹽驛道調任福建分巡台灣道。
在台期間，他曾為了採辦軍工船料而侵入傀儡番界，造成原漢衝突，此行為遭巡台御史高山指陳失職。
| 前任： 孫國璽 | 福建分巡台灣道 1728年 | 繼任： 倪象愷 |